# Sidi Ben Adda
Sidi Ben Adda (anciennement Les Trois Marabouts)  est une commune de la wilaya de Aïn Témouchent en Algérie.

## Géographie

### Situation
| Mer Méditerranée | Ouled Kihal; Terga | Chaabat El Leham |
| Sidi Safi        | Sidi Ben Adda      | Aïn Témouchent   |
| Sidi Safi        | Aïn Tolba          | Aïn Témouchent   |